# Jean-Claude Chermann
Jean-Claude Chermann est un chercheur français en virologie, né le 23 mars 1939 à Paris. Il travaille avec Luc Montagnier à l'Institut Pasteur lorsque le virus de l'immunodéficience humaine (VIH) à l'origine du sida est découvert en 1983.
Il a été le grand « oublié » du Prix Nobel de médecine récompensant la découverte de VIH. En effet, seuls Montagnier (le directeur administratif d'unité) et Françoise Barré-Sinoussi (chargée de recherche) ont été récompensés, alors qu'il avait été associé de près aux travaux ayant conduit à la découverte de ce virus.

## Biographie
Il fait des études au collège Condorcet à Paris, au lycée Michelet à Vanves de 1955 à 1958, puis à la Faculté des sciences de Paris en biologie, où il a pour professeur Jacques Monod[réf. nécessaire].
Directeur de recherche d'une unité de l'INSERM sur les rétrovirus au moment où cette recherche sur le sida débute (1982), il a pour collègues Willy Rozenbaum, Françoise Brun-Vezinet et Françoise Barré-Sinoussi. Il est l'un des inventeurs de la molécule HPA-23[réf. nécessaire].
En 1988, il est élu député suppléant de Bernard Tapie, dans les Bouches-du-Rhône. Bernard Tapie doit céder son siège lorsqu'il est nommé ministre en 1992. Jean-Claude Chermann devient alors député et siège à l'Assemblée nationale sur les bancs des non-inscrits jusqu'en 1993[réf. nécessaire].
Il devient directeur scientifique de la société URRMA Biopharma en 2001[réf. nécessaire].
Le 8 octobre 2008, au cours d'une conférence de presse au siège de l'Unesco à Paris, les deux colauréats du prix Nobel de Médecine 2008, le professeur Montagnier et Mme Barré-Sinoussi, ont regretté de ne pas partager leur prix avec lui alors qu'il était pourtant l'un des cosignataires de la publication de mai 1983 dans la revue américaine Science rendant compte de la découverte du VIH. Un comité de soutien pour que soit réparé cet oubli du comité Nobel a même été constitué. Bernard Le Grelle, en  qualité de président du comité de soutien, a milité pour la reconnaissance officielle de cet oubli auprès du comité Nobel en réunissant plus de 700 médecins, professeurs et scientifiques (dont le professeur Robert Gallo),,,. Mme Barré-Sinoussi déclara dans l'édition de midi du journal télévisé de France 3 du 8 octobre 2008 : « C'est avec le professeur Chermann que je travaillais à l'époque ; mon responsable de laboratoire, c'était lui… C'est lui qui m'a formée à la recherche depuis le début… C'est lui qui m'a soutenue pour ma thèse… C'est lui qui m'a envoyée en post doc à l'étranger… Je lui dois beaucoup… Comment voulez-vous que je comprenne qu'il ne soit pas primé ? »
Il a été promu officier de la Légion d'honneur le 1er janvier 2009.
Il est l'auteur de Tout le monde doit connaître cette histoire, un livre-témoignage paru chez Stock en 2009. Se confiant au journaliste Olivier Galzi, il y retrace son parcours, de la découverte du VIH à ses recherches en cours concernant un vaccin universel, en passant par l'affaire du prix Nobel[réf. nécessaire].

### Vie privée
En 1943, à l'âge de quatre ans, il assiste à l'arrestation des membres de sa famille paternelle, qui est juive. Seize d'entre eux sont déportés et tués à Auschwitz mais comme sa mère est catholique, ni lui ni son père ne sont menacés.
Il a deux enfants, Jean-François (né en 1964), neurologue à l'hôpital Léopold Bellan de Paris[réf. nécessaire], et Olivier (né en 1968), journaliste à Radio France internationale[réf. nécessaire].

## Distinctions
- Officier de la Légion d'honneur (2009)
- Chevalier de l'ordre national du Mérite

## Livres
- Edgar-Hans Relyveld, Jean-Claude Chermann et Gilbert Hervé, Les protéines, Paris, Presses universitaires de France, coll. « Que sais-je ? », 1980, 2e éd., 127 p. (ISBN 2-13-036077-7)
- Jean-Claude Chermann et Olivier Galzi, Tout le monde doit connaître cette histoire, Paris, Stock, coll. « Documents », 2009, 288 p. (ISBN 978-2-234-06375-4)

## Sources
(octobre 2014).
- (fr) Sida : l’épineuse recherche d’un vaccin, sur le site du Monde diplomatique